# Horace F. Page

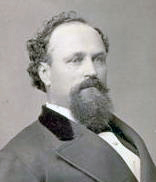
Horace F. Page

Horace Francis Page (* 20. Oktober 1833 bei Medina, Orleans County, New York; † 23. August 1890 in San Francisco, Kalifornien) war ein US-amerikanischer Politiker. Zwischen 1873 und 1883 vertrat er den Bundesstaat Kalifornien im US-Repräsentantenhaus.

## Werdegang
Horace Page besuchte die öffentlichen Schulen seiner Heimat und die Millville Academy. Danach unterrichtete er bis 1854 im LaPorte County in Indiana als Lehrer. Anschließend zog er nach Kalifornien, wo er in der Nähe von Colfax in das Sägemühlegeschäft einstieg. Später zog er nach Placerville, wo er Pferdestallbesitzer wurde. Außerdem stieg er in das Postgeschäft ein. Überdies engagierte er sich auch im Bergbau. Nach einem Jurastudium und seiner Zulassung als Rechtsanwalt begann er in diesem Beruf zu arbeiten. Gleichzeitig schlug er als Mitglied der Republikanischen Partei eine politische Laufbahn ein. Im Jahr 1869 kandidierte er erfolglos für den Senat von Kalifornien. Page war auch Major in der Staatsmiliz.
Bei den Kongresswahlen des Jahres 1872 wurde er im zweiten Wahlbezirk von Kalifornien in das US-Repräsentantenhaus in Washington, D.C. gewählt, wo er am 4. März 1873 die Nachfolge von Aaron Augustus Sargent antrat. Nach vier Wiederwahlen konnte er bis zum 3. März 1883 fünf Legislaturperioden im Kongress absolvieren. Ab 1881 war er Vorsitzender des Handelsausschusses. Im Jahr 1882 wurde er nicht wiedergewählt. Im Juni 1884 war Page Delegierter zur Republican National Convention in Chicago. Ansonsten praktizierte er in der Bundeshauptstadt Washington als Anwalt. Er starb am 23. August 1890 in San Francisco und wurde in Oakland beigesetzt.